# Germantown (Philadelphia)

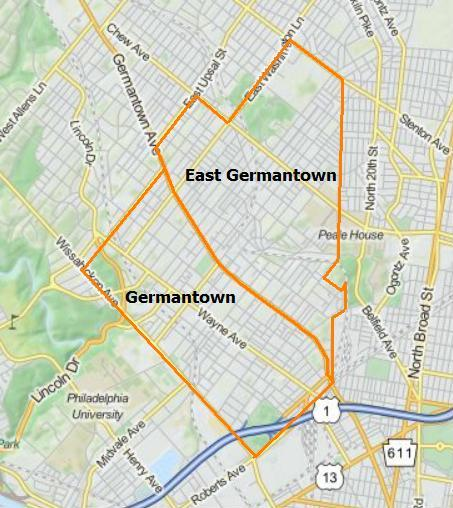
De grenzen van de wijk Germantown.

Germantown is een wijk in het stadsdeel Northwest Philadelphia in de Amerikaanse stad Philadelphia.

## Geschiedenis
Germantown werd in 1683 gesticht door de Duitse predikant Franz Pastorius. De meerderheid van de eerste bewoners van Germantown, dertien Quaker- en Mennonietenfamilies afkomstig uit Krefeld en Kriegsheim, bestond aanvankelijk echter niet uit Duitsers, maar uit Nederlanders. Het betrof vluchtelingen die in de decennia voorafgaand aan hun emigratie naar Amerika, de Republiek der Verenigde Nederlanden en het Zwitsers Eedgenootschap omwille van hun afwijkende (radicaal reformatorische, doopsgezinde) geloof waren ontvlucht. 6 oktober, de dag dat het schip van de emigranten in 1683 in Philadelphia aankwam zou later, in 1983, door President Ronald Reagan uitgeroepen worden tot German-American-Day. Germantown zelf bleef tussen de stichting en het jaar 1709 overwegend Nederlandstalig, hetgeen onder andere terug valt te zien in de namen van de eerste kolonisten. Na 1707 hierna bereikten diverse grote Duitse emigratiegolven Pennsylvania, waarna het Nederlandse karakter van de nederzetting vrij snel verdween.
In 1688 vond in de plaats een belangrijke gebeurtenis in de geschiedenis van de anti-slavernij beweging, toen Franz Pastorius en Abraham op den Graeff de vroegst overgeleverde anti-slavernij-petitie optekenden.
In oktober 1777 was de plaats het toneel van een slag tijdens de Amerikaanse Onafhankelijkheidsoorlog die resulteerde in een overwinning voor de Britten. Tijdens de uitbraak van de Gele koorts in Philadelphia in 1793 verbleef president George Washington enige tijd in Germantown. Het dorp ging in 1854 deel uitmaken van Philadelphia County.

## Bekende inwoners van Germantown

### Geboren
- Louisa May Alcott (1832-1888), schrijfster
- Theodore William Richards (1868-1928), chemicus en Nobelprijswinnaar (1914)
- Agnes von Kurowsky (1892–1984), verpleegster
- Janet Gaynor (1906-1984), actrice
- Francis Schaeffer (1912-1984), theoloog, filosoof en predikant
- Jimmy McGriff (1936-2008), blues-, hardbop- en soul-jazz-organist
- Tammi Terrell (1945-1970), soulzangeres (Motown)

### Elders geboren
- James Barron (1768-1851), zeeheld
- Anita Cornwell (1923-2023), schrijfster
- Bill Cosby (1937), acteur en komiek
- Patti Smith (1946), singer-songwriter

1. ↑  William Hull: William Penn and the Dutch Quaker Migration to Pennsylvania, Pickle Partners Publishing, Auckland, 2018. Gearchiveerd op 15 juli 2023.